# Férfi kenu kettes 10 000 méter az 1936. évi nyári olimpiai játékokon
Az 1936. évi nyári olimpiai játékokon a kajak-kenu férfi kenu kettes 10 000 méteres versenyszámát augusztus 7-én rendezték Berlin-grünaui-ban.

## Eredmények
A rövidítések jelentése a következő:
- OB: olimpiai legjobb idő

### Döntő
| Helyezés | Nemzet                                                     | Idő     | Mj |
| -------- | ---------------------------------------------------------- | ------- | -- |
| Arany    | Csehszlovákia (TCH) · Václav Mottl · Zdeněk Škrland        | 50:33,5 | OB |
| Ezüst    | Kanada (CAN) · Frank Saker · Harvey Charters               | 51:15,8 |    |
| Bronz    | Ausztria (AUT) · Rupert Weinstabl · Karl Proisl            | 51:28,0 |    |
| 4.       | Németország (GER) · Walter Schuur · Christian Holzenberg   | 52:35,6 |    |
| 5.       | Egyesült Államok (USA) · Joseph Hasenfus · Walter Hasenfus | 57:06,2 |    |